# امان‌الله علیمرادی
امان‌الله علیمرادی (زاده ۱۳۴۲) مجتهد، استاد حوزه و دانشگاه، رییس دانشگاه آزاد اسلامی واحد رفسنجان و نماینده مجلس خبرگان رهبری از استان کرمان است.
امان‌الله علیمرادی در نتایج انتخابات مجلس خبرگان رهبری (۱۳۹۴)، با مشی اصولگرایی در فهرست جامعتین، در حوزه استان کرمان با کسب ۵۵۹٬۶۵۶ رای از مجموع ۱٬۳۱۰٬۲۳۴رای برابر با ۴۲٫۷۱٪ آرا در جایگاه سوم پس از سید احمد خاتمی، محمد بهرامی خوشکار وارد دوره پنجم مجلس خبرگان رهبری شد.

## اساتید
- سید علی خامنه‌ای
- محمد امامی کاشانی
- محمدرضا مهدوی کنی
- محمدتقی بهجت
- محمد فاضل لنکرانی